# Xin Los Angeles
Xin Los Angeles — контейнеровоз. С момента своего спуска на воду, в 2004 году, до 2006 года был крупнейшим в мире, однако к 2021 году уже существуют контейнеровозы, превосходящие его по грузоподъёмности в 2,5 раза.
Вместимость этого корабля составляет 9600 двадцатифутовых контейнеров (TEU). Размеры судна составляют 321 м в длину и 46 м в ширину. Благодаря использованию новейших технологий в области электроники и компьютерной техники экипаж судна составляет всего 19 человек. Также, при строительстве особое внимание уделялось экологичности контейнеровоза. Одновременно может перевозить 1,3 млн 29-дюймовых телевизоров или 50 млн мобильных телефонов. Судно построено на верфи Samsung Heavy Industries. Заказчик: China Shipping Group.